# Gonioscelis amnoni
Gonioscelis amnoni là một loài ruồi trong họ Asilidae. Gonioscelis amnoni được Londt miêu tả năm 2004. Loài này phân bố ở vùng nhiệt đới châu Phi.